# Vérjneye Dzhemete
Vérjneye Dzhemete (del ruso: Верхнее Джемете) es un posiólok del ókrug urbano de la ciudad-balneario de Anapa del krai de Krasnodar, en el sur de Rusia. Está situado en la orilla izquierda del río Gostagaika, 7 km al norte de la ciudad de Anapa y 128 km al oeste de Krasnodar. Tenía 179 habitantes en 2010.
Pertenece al municipio rural Primórskoye.

## Transporte
Por la localidad pasa la carretera federal M25 Novorosíisk-Port Kavkaz.